# 燕警察署
燕警察署（つばめけいさつしょ）は、新潟県警察が管轄する警察署の一つである。

## 管轄区域
- 燕市

## 所在地
- 新潟県燕市吉田西太田1946-4

## 沿革

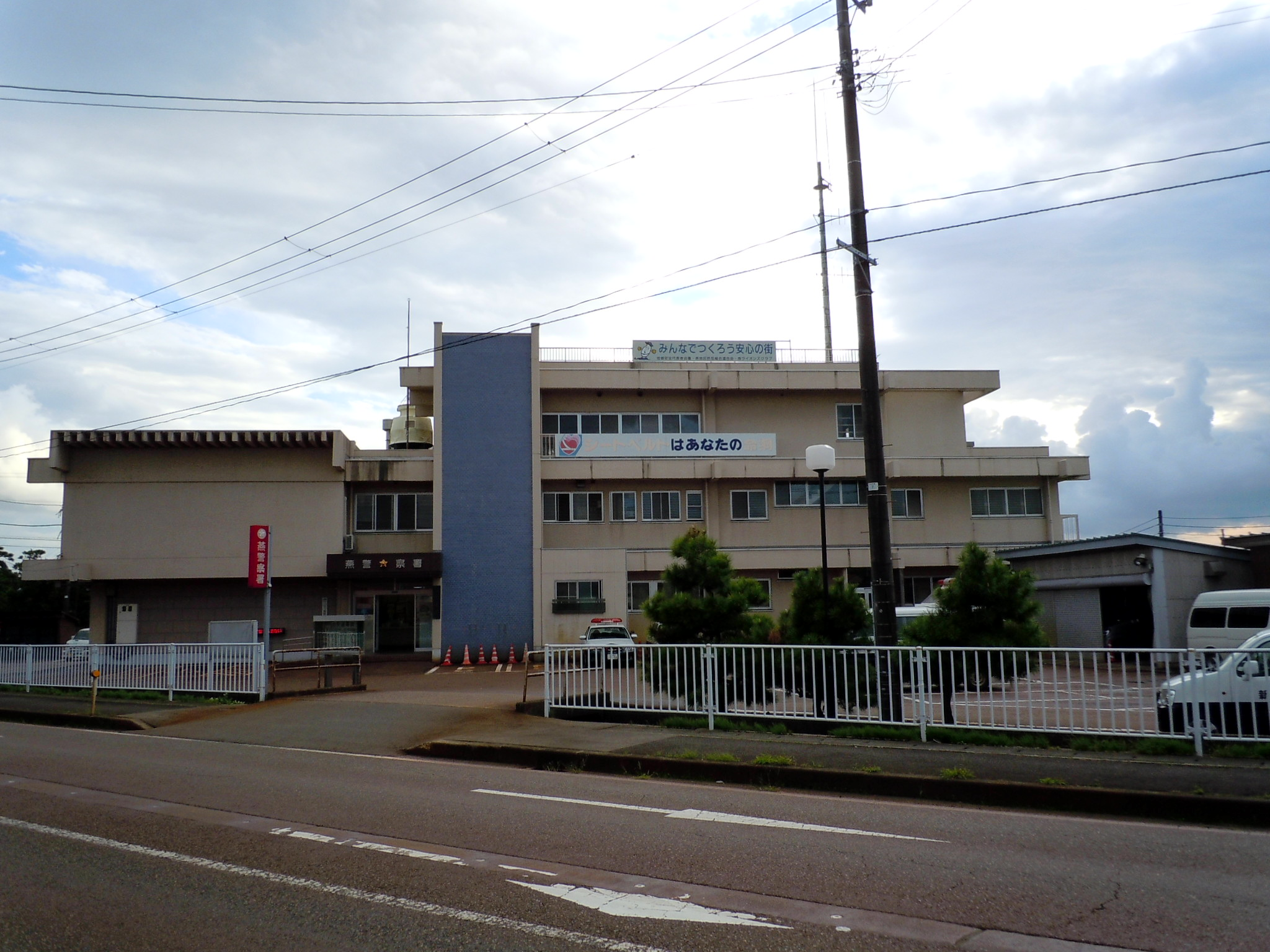
旧燕警察署庁舎（2010年）

- 1876年（明治9年）：警察屯所として発足
- 1918年（大正7年）：燕警察署となる
- 1948年（昭和23年）：燕警察署と地蔵堂警察署に分割
- 1962年（昭和37年）：燕警察署と地蔵堂警察署が合併。地蔵堂警察署は地蔵堂幹部派出所に改称（後に分水幹部交番→分水交番）
- 1963年（昭和38年）：燕市東太田に先代庁舎が竣工
- 2006年（平成18年）：燕市・西蒲原郡吉田町・同分水町との合併により巻警察署（現在の西蒲警察署）所轄だった旧吉田町地内（吉田交番・粟生津駐在所・雀森駐在所管轄）が当署の所轄地域に加わる
- 2013年（平成25年）：現庁舎へ移転。同時に所在地に近い粟生津駐在所を廃止
- 2015年（平成27年）：熊森駐在所を廃止し業務を分水交番に統合

## 組織
- 警務課
- 会計課
- 留置管理課
- 生活安全課
- 地域課
- 刑事課
- 交通課
- 警備課

## 交番
- 燕駅前交番（燕市本町2丁目1-22）
- 分水交番（燕市分水桜町3丁目2-9）
- 吉田交番（燕市吉田春日町1-1）

## 駐在所
- 小中川駐在所（燕市新生町1129-10）
- 小池駐在所（燕市杉名73）
- 雀森駐在所（燕市雀森266-1）

## 過去に存在した交番・駐在所
- 粟生津駐在所
- 熊森駐在所
- 中島駐在所